# Puchar Świata w saneczkarstwie (tory naturalne) 2009/2010
Puchar Świata w saneczkarstwie 2009/2010 na torach naturalnych to 18. edycja zawodów w saneczkarstwie. Zawodnicy podczas tego sezonu wystąpili w sześciu zawodach tego cyklu rozgrywek. Rywalizacja rozpoczęła się w Jekaterynburgu 16 grudnia 2009, a zakończyła w Garmisch-Partenkirchen 28 lutego 2010 roku.
Najważniejszą imprezą sezonu były mistrzostwa Europy w austriackiej miejscowości Sankt Sebastian i mistrzostwa świata juniorów w Deutschnofen.

## Kalendarz zawodów Pucharu Świata
| Lp.                                           | Data                | Miejscowość            | Konkurencja      | 1 miejsce                                 | 2 miejsce                                 | 3 miejsce                                     |
| --------------------------------------------- | ------------------- | ---------------------- | ---------------- | ----------------------------------------- | ----------------------------------------- | --------------------------------------------- |
| 1 PŚ.                                         | 16-17 grudnia 2009  | Jekaterynburg          | Jedynki kobiet   | Jekatierina Ławrientjewa                  | Melanie Batkowski                         | Renate Gietl                                  |
| 1 PŚ.                                         | 16-17 grudnia 2009  | Jekaterynburg          | Jedynki mężczyzn | Thomas Schopf                             | Patrick Pigneter                          | Gernot Schwab                                 |
| 1 PŚ.                                         | 16-17 grudnia 2009  | Jekaterynburg          | Dwójki mężczyzn  | Włochy Patrick Pigneter · Florian Clara   | Rosja Pawieł Porszniew · Iwan Łazariew    | Rosja Aleksandr Jegorow · Piotr Popow         |
| 2 PŚ.                                         | 19-20 grudnia 2009  | Nowouralsk             | Jedynki kobiet   | Melanie Batkowski                         | Jekatierina Ławrientjewa                  | Renate Gietl                                  |
| 2 PŚ.                                         | 19-20 grudnia 2009  | Nowouralsk             | Jedynki mężczyzn | Thomas Schopf                             | Patrick Pigneter                          | Thomas Kammerlander                           |
| 2 PŚ.                                         | 19-20 grudnia 2009  | Nowouralsk             | Dwójki mężczyzn  | Rosja Pawieł Porszniew · Iwan Łazariew    | Rosja Aleksandr Jegorow · Piotr Popow     | Polska Andrzej Laszczak · Damian Waniczek     |
| 3 PŚ.                                         | 9-10 stycznia 2010  | Umhausen               | Jedynki kobiet   | Jekatierina Ławrientjewa                  | Renate Gietl                              | Melanie Batkowski                             |
| 3 PŚ.                                         | 9-10 stycznia 2010  | Umhausen               | Jedynki mężczyzn | Patrick Pigneter                          | Hannes Clara                              | Thomas Kammerlander                           |
| 3 PŚ.                                         | 9-10 stycznia 2010  | Umhausen               | Dwójki mężczyzn  | Włochy Patrick Pigneter · Florian Clara   | Rosja Pawieł Porszniew · Iwan Łazariew    | Polska Andrzej Laszczak · Damian Waniczek     |
| 23. Mistrzostwa Europy – Sankt Sebastian      |                     |                        |                  |                                           |                                           |                                               |
| 4 PŚ.                                         | 23-24 stycznia 2010 | Laces                  | Jedynki kobiet   | Renate Gietl                              | Jekatierina Ławrientjewa                  | Evelyn Lanthaler                              |
| 4 PŚ.                                         | 23-24 stycznia 2010 | Laces                  | Jedynki mężczyzn | Hannes Clara                              | Rudi Resch                                | Patrick Pigneter                              |
| 4 PŚ.                                         | 23-24 stycznia 2010 | Laces                  | Dwójki mężczyzn  | Włochy Patrick Pigneter · Florian Clara   | Austria Christian Schopf · Andreas Schopf | Rosja Pawieł Porszniew · Iwan Łazariew        |
| 7. Mistrzostwa Świata Juniorów – Deutschnofen |                     |                        |                  |                                           |                                           |                                               |
| 5 PŚ.                                         | 6-7 lutego 2010     | Latzfons               | Jedynki kobiet   | Renate Gietl                              | Jekatierina Ławrientjewa                  | Evelyn Lanthaler                              |
| 5 PŚ.                                         | 6-7 lutego 2010     | Latzfons               | Jedynki mężczyzn | Patrick Pigneter                          | Rudi Resch                                | Gernot Schwab                                 |
| 5 PŚ.                                         | 6-7 lutego 2010     | Latzfons               | Dwójki mężczyzn  | Włochy Patrick Pigneter · Florian Clara   | Rosja Pawieł Porszniew · Iwan Łazariew    | Austria Christian Schopf · Andreas Schopf     |
| 6 PŚ.                                         | 27-28 lutego 2010   | Garmisch-Partenkirchen | Jedynki kobiet   | Jekatierina Ławrientjewa                  | Renate Gietl                              | Melanie Batkowski                             |
| 6 PŚ.                                         | 27-28 lutego 2010   | Garmisch-Partenkirchen | Jedynki mężczyzn | Patrick Pigneter                          | Marcus Grausam                            | Alex Gruber                                   |
| 6 PŚ.                                         | 27-28 lutego 2010   | Garmisch-Partenkirchen | Dwójki mężczyzn  | Austria Christian Schopf · Andreas Schopf | Włochy Patrick Pigneter · Florian Clara   | Austria Christian Schatz · Gerhard Mühlbacher |

## Klasyfikacje

### Klasyfikacja generalna Pucharu Świata (kobiety)
| lp.  | zawodnik                 | kraj    | punkty |
| ---- | ------------------------ | ------- | ------ |
| 1.   | Jekatierina Ławrientjewa | Rosja   | 470    |
| 2.   | Renate Gietl             | Włochy  | 440    |
| 3.   | Melanie Batkowski        | Austria | 385    |
| 4.   | Evelin Lanthaler         | Włochy  | 315    |
| 5.   | Marlies Wagner           | Austria | 271    |
| 6.   | Melanie Schwarz          | Włochy  | 205    |
| 7.   | Aleksandra Obrist        | Włochy  | 202    |
| 8.   | Ludmiła Astramowicz      | Rosja   | 184    |
| 9.   | Veronika Nachmann        | Niemcy  | 180    |
| 10.  | Tina Unterberger         | Austria | 175    |
| .... |                          |         |        |
| 18.  | Natalia Waniczek         | Polska  | 53     |
| 19.  | Wioletta Ryś             | Polska  | 50     |

### Klasyfikacja generalna Pucharu Świata (mężczyźni)
| lp.  | zawodnik            | kraj    | punkty |
| ---- | ------------------- | ------- | ------ |
| 1.   | Patrick Pigneter    | Włochy  | 440    |
| 2.   | Thomas Schopf       | Austria | 321    |
| 3.   | Gernot Schwab       | Austria | 296    |
| 4.   | Anton Blasbichler   | Włochy  | 295    |
| 5.   | Gerald Kammerlander | Austria | 291    |
| 6.   | Rudi Resch          | Włochy  | 288    |
| 7.   | Stefan Gruber       | Włochy  | 239    |
| 8.   | Hannes Clara        | Włochy  | 224    |
| 9.   | Alex Gruber         | Włochy  | 217    |
| 10.  | Robert Batkowski    | Austria | 190    |
| .... |                     |         |        |
| 18.  | Damian Waniczek     | Polska  | 122    |
| 20.  | Adam Jędrzejko      | Polska  | 108    |
| 31.  | Andrzej Laszczak    | Polska  | 54     |
| 38.  | Łukasz Goryl        | Polska  | 36     |
| 53.  | Dawid Jachnicki     | Polska  | 11     |

### Klasyfikacja generalna Pucharu Świata (dwójki mężczyzn)
| lp.  | zawodnik                                     | kraj    | punkty |
| ---- | -------------------------------------------- | ------- | ------ |
| 1.   | Patrick Pigneter – Florian Clara             | Włochy  | 485    |
| 2.   | Paweł Porszniew – Iwan Łazariew              | Rosja   | 415    |
| 3.   | Christian Schopf – Andreas Schopf            | Austria | 375    |
| 4.   | Andrzej Laszczak – Damian Waniczek           | Polska  | 305    |
| 5.   | Christian Schatz – Gerhard Mühlbacher        | Austria | 290    |
| 6.   | Aleksandr Jegorow – Piotr Popow              | Rosja   | 286    |
| 7.   | Björn Kierspel – Christian Wichan            | Niemcy  | 212    |
| 8.   | Thomas Kammerlander – Christoph Regensburger | Austria | 197    |
| 9.   | Pawieł Silin – Iwan Rodin                    | Rosja   | 156    |
| 9.   | Florian Breitenberger – David Mair           | Włochy  | 156    |
| .... |                                              |         |        |
| 15.  | Damian Fender – Dawid Jachnicki              | Polska  | 39     |